# Ectoceras bidens
Ectoceras bidens är en spindeldjursart som beskrevs av Stecker 1875. Ectoceras bidens ingår i släktet Ectoceras och familjen tvåögonklokrypare. Inga underarter finns listade i Catalogue of Life.